# Ciro Ferrara
Ciro Ferrara, född 11 februari 1967 i Neapel, Italien, är en italiensk före detta fotbollsspelare.
Han spelade back i 49 A-landskamper för italienska landslaget och 496 Serie A-matcher för de italienska ligalagen SSC Napoli och Juventus FC. Han lade 2005 av vid 38 års ålder med en stor avslutsningsmatch mellan sina forna klubblag där han representerade Napoli mot Juventus i en match som bland annat gode vännen och gamle lagkamraten Diego Maradona deltog i. Han arbetade senare som scout i Juventus fram till 18 maj 2009, då han tog över som tränare för Juventus efter att Claudio Ranieri fått sparken. Det var från början tänkt att Ciro skulle hoppa in tillfälligt som ersättare för Ranieri, men han blev ändå kvar till i slutet på januari 2010 då han tvingades avgå efter att Juventus bland annat åkt ur Champions League och italienska cupen. 

Ciro Ferrara tränade mellan 2010 och 2012 huvudtränare för Italiens U21-landslag.
Den 2 juli 2012 tog Ferrara över som tränare för Sampdoria.

## Meriter
- 8 italienska ligaguld 1987, 1990, 1995, 1997, 1998, 2002, 2003, 2005)
- 2 italienska cupguld (1987, 1995)
- 5 italienska supercup-segrar (1990, 1995, 1997, 2002, 2003)
- UEFA-cupen (1989)
- UEFA Championsleague (1996)
- Internationella supercupen (1996)
- Intercontinental Cup (1996)
- EM-silver (2000)
- VM-guld (2006) (Som en del av Italienska Landslagets stab)
- VM-brons 1990